# Zimony
Zimony (szerbül Земун / Zemun, németül Semlin, latinul Taurunum) egykor önálló város, ma Belgrádhoz tartozó városrész  Szerbiában. Korábban római kori település is volt a helyén és a trianoni békeszerződésig Szerém vármegyéhez tartozott.

## Nevének eredete
Neve a délszláv zeml'ny (= földből való vár) szóból ered.

## Fekvése
Belgrád központjától 5 km-re északnyugatra, a Duna jobb partján, a Szerémségben fekszik, közigazgatásilag a szerbiai főváros része. Hozzá tartozik a Nagy Hadi-sziget is.

## Története

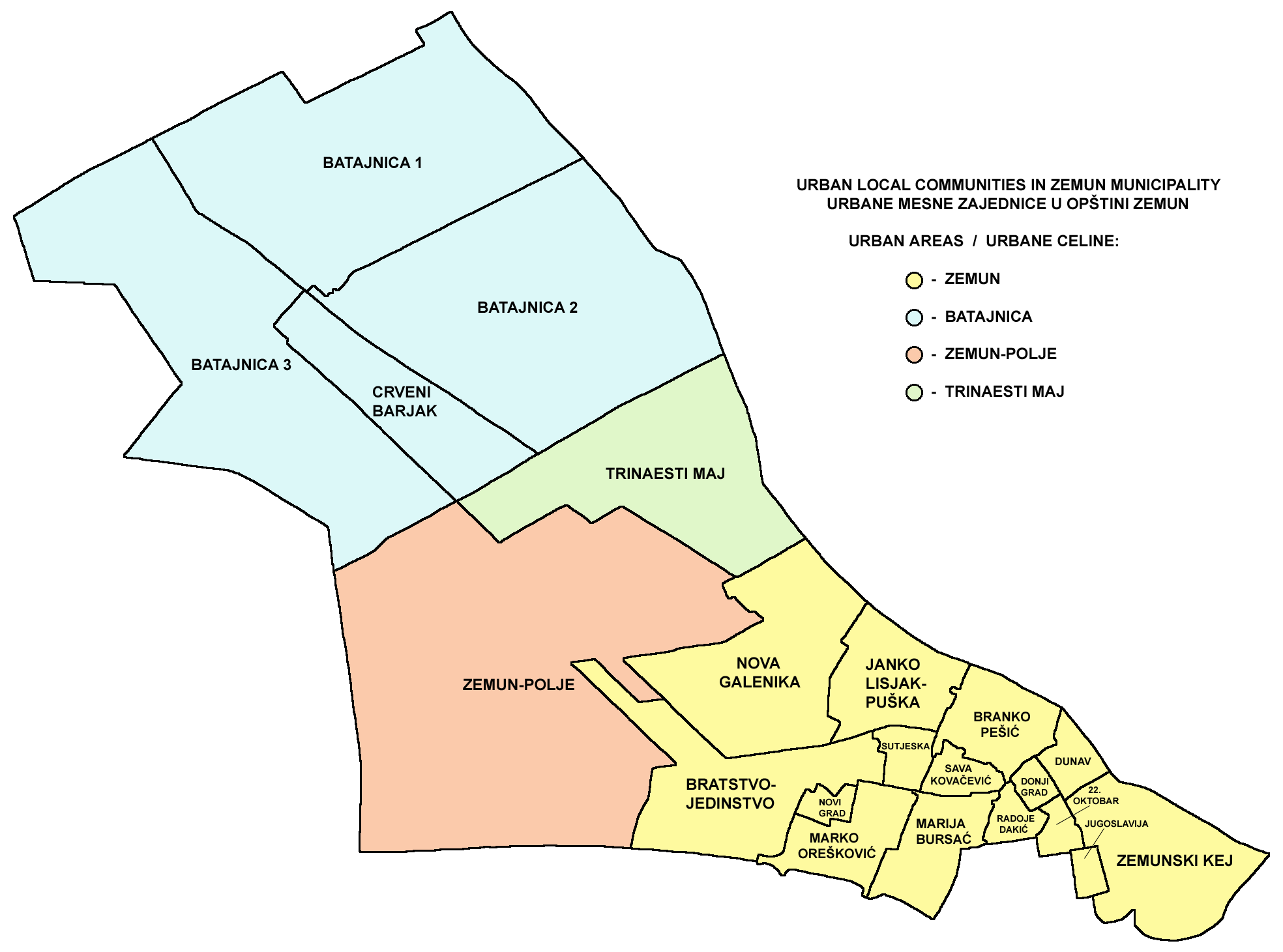
Zimony (sárga színnel) helyi közösségei

1073-ban Zemlen néven említik először. A római korban itt Taurunum nevű katonai település állott. A város felett állnak az egykori vár romjai. Középkori neve Zemlén. 1096-ban az átvonuló keresztesek foglalták el a várat, de Könyves Kálmán leverte őket. 1152-ben rövid időre I. Manuél bizánci császár serege foglalta el. 1164-ben III. István serege ostromolta, melynek során a várat védő IV. István 1165. április 11-én meghalt, ezért hívei átadták a várat III. Istvánnak. 1165-ben Mánuel bizánci serege foglalta el, de 1166-ban Dienes ispán visszafoglalta. 1167. június 18-án Manuél serege a vár alatt verte meg Dienes ispán magyar seregét, de olyan nagy veszteségeket szenvedett, hogy kénytelen volt kivonulni az országból. 1180-ban III. Béla serege foglalta vissza.
1521. július 12-én elfoglalta a török. 1566. június 26-án ide járult János Zsigmond a szultán elé kézcsókra.
1842. szeptember 6-án ide menekült Obrenovics Mihály a zendülők elől. Várának udvarán állt az ezredévi emlékmű, hármas toronyszerű építményen kiterjesztett szárnyú hatalmas turulmadárral. A turulmadarat 1918-ban a bevonuló szerbek döntötték le.
Trianonig Szerém vármegyéhez tartozott.

## Lakossága
1910-ben 17 131 lakosából 6559 német, 5653 szerb, 2200 horvát, 1999 magyar volt.
Lakossága a második világháború után rohamosan növekedni kezdett és etnikai összetétele teljesen megváltozott. A 2011-es népszámlálási adatok alapján lakóinak száma 168.170 fő. A település elvesztette korábbi meghatározó német, horvát és magyar népességét, Belgrád részeként döntően szerbek lakják jelentős roma kisebbség betelepülése mellett.
A népesség megoszlása nemzeti hovatartozás szerint:
- szerb – 147 810 (87,89%)
- cigány – 5559 (3,31%)
- horvát – 1411 (0,84%)
- jugoszláv – 995 (0,59%)
- montenegrói – 748 (0,44%), de él e városrészben még 205 magyar, 170 szlovák, 156 szlovén és 98 német is.

A szerb főváros többi kerületéhez képest Zimonyban feltűnően magas azok száma, akik nem kívántak nyilatkozni nemzeti hovatartozásukról (4821), akiket az „ismeretlen” (2213) és az „egyéb” (1544) nem specifikus kategóriába soroltak. Ez a jelenség főleg a többnemzetiségű területekre jellemző, ahol jelentős az asszimilálódott népesség száma, akiknek körében azonban még él a felmenők más nemzethez tartozásának tudata.

## Híres emberek
- Itt hunyt el – talán mérgezés következtében – 1165. április 11-én IV. István magyar király.
- Itt halt meg a nándorfehérvári táborban szerzett pestisben 1456. augusztus 11-én Hunyadi János kormányzó.
- Itt született és halt meg Jencs Ferenc, szerb nevén Franjo Jenč (Zimony, 1867. március 20. – Zimony, 1967. november 15.) híres építész, aki több mint 100 épületet tervezett és építésüket vezette, amelyek többsége Zimonyban található. Apja Jencs Ferenc kőművesmester, anyja Ebel Éva volt.
- Itt született Kondor Bernát (1903-ig Kohn) (Zimony, 1884. augusztus 27. – Budapest, 1942. május 29.) szocialista agitátor, nyomdász, a Magyarországi Tanácsköztársaság alatt a Forradalmi Kormányzótanács tagja.
- Itt született 1930-ban Gubik Mira az ötvenes-hatvanas évek népszerű énekes előadója volt Jugoszláviában.

## Testvérváros
- Offenbach am Main, Németország

## Galéria

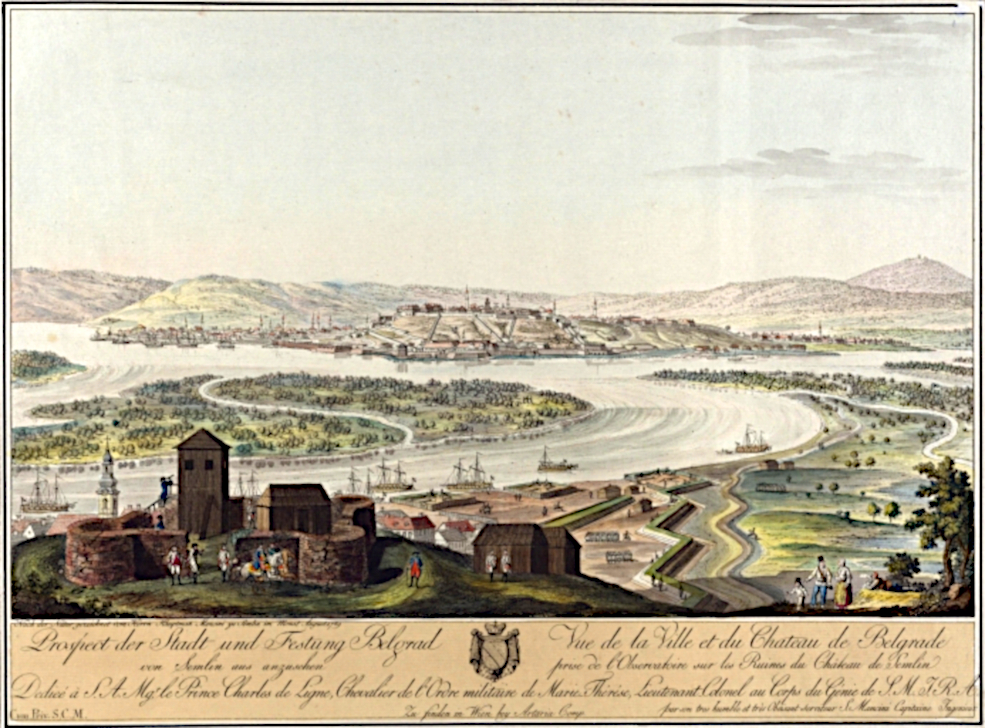
Zimony vára (1789)
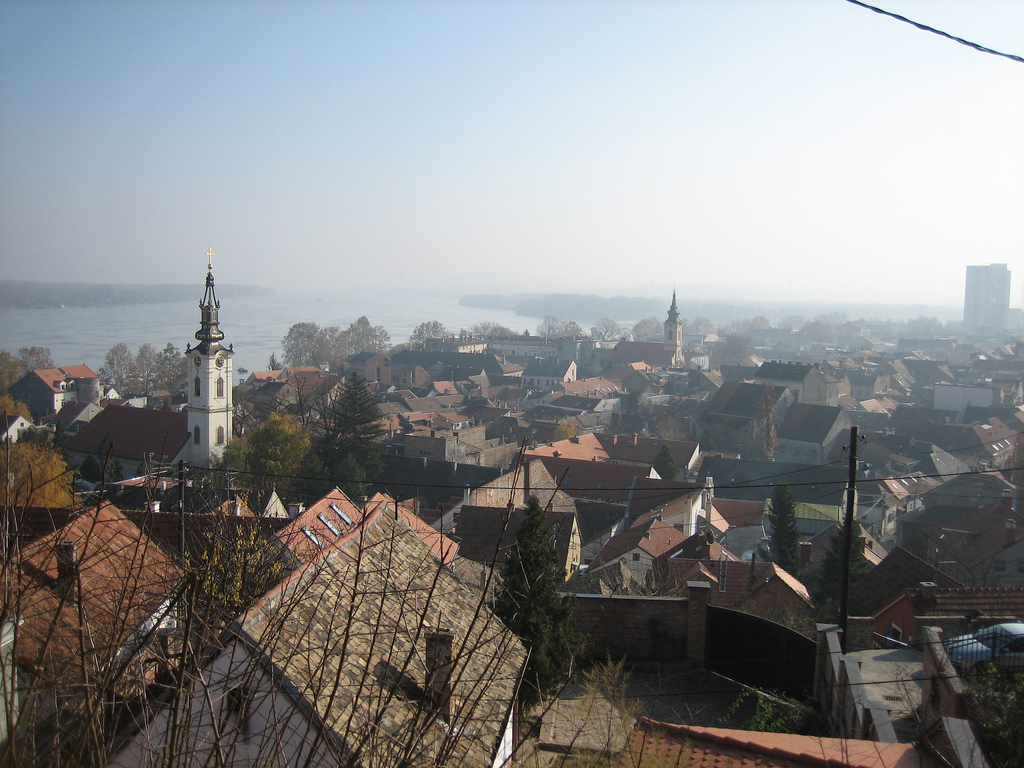
Zimony látképe
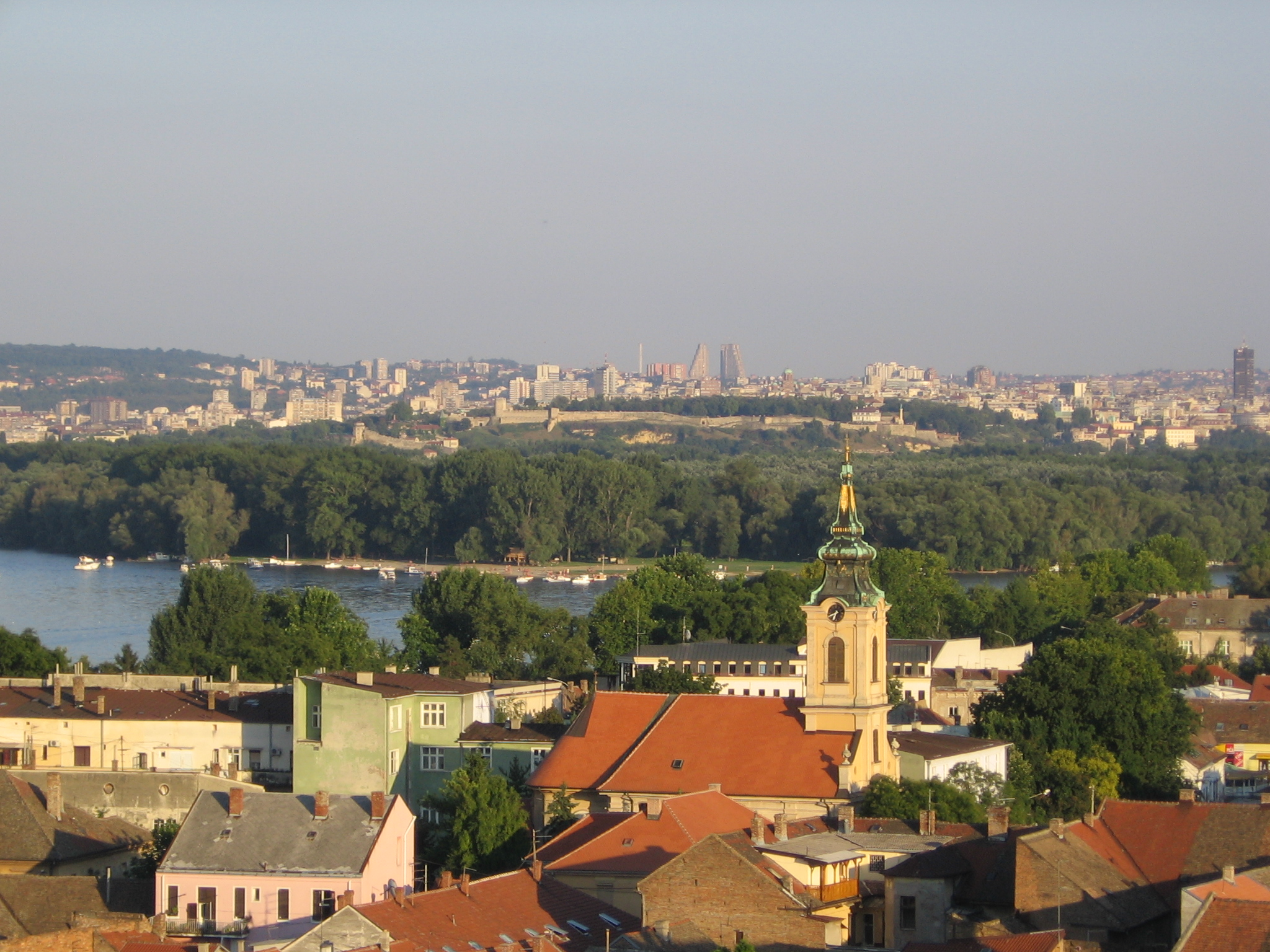
Belgrád látképe Zimonyból
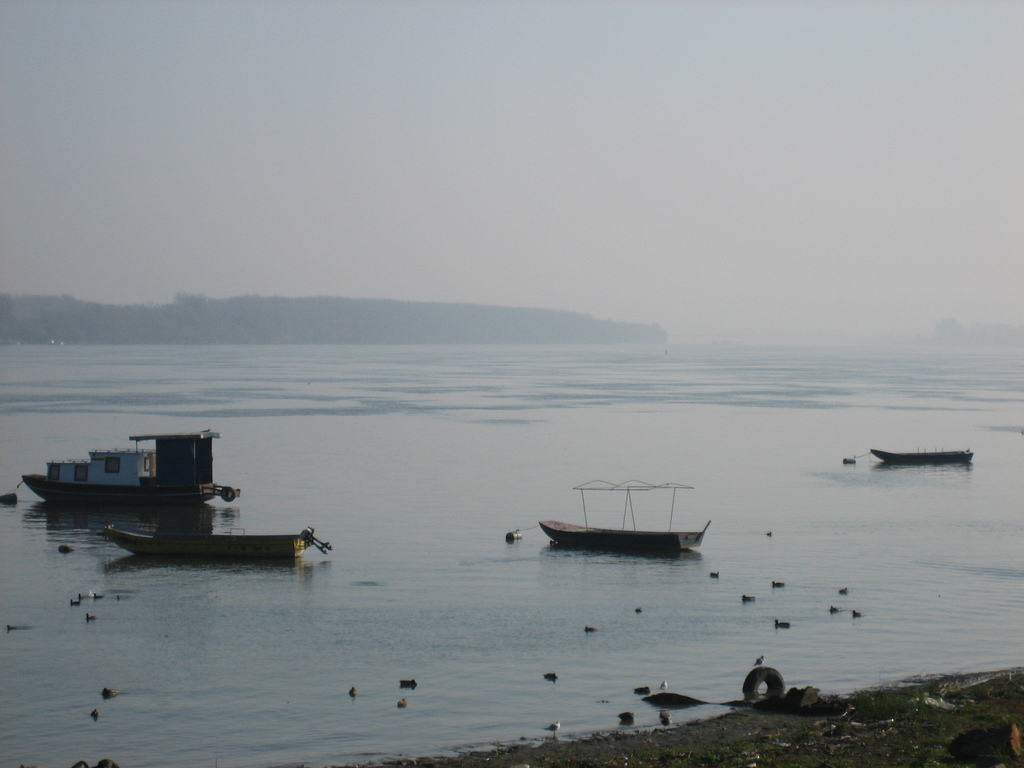
A Duna Zimonynál
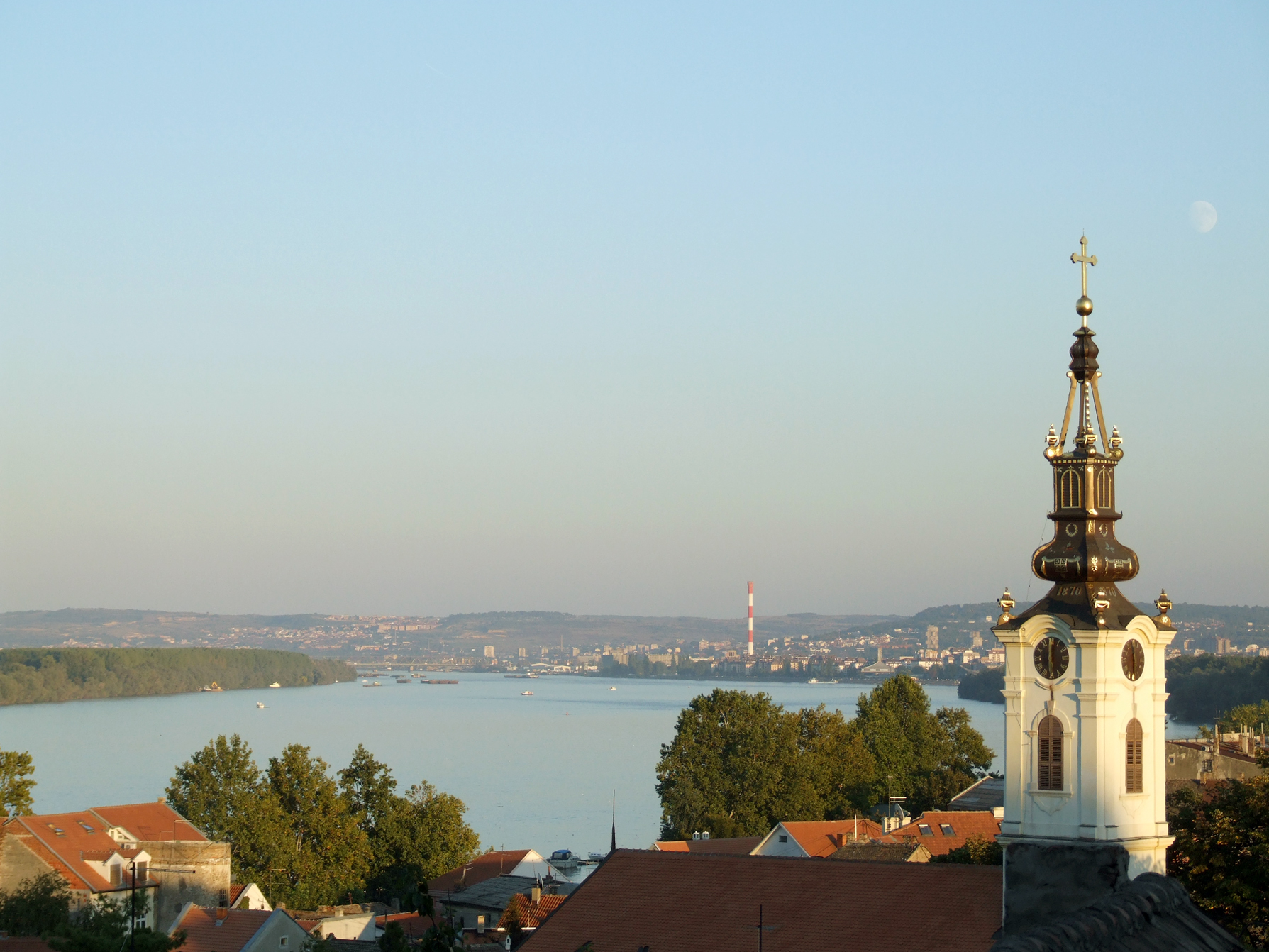
Dunai panoráma
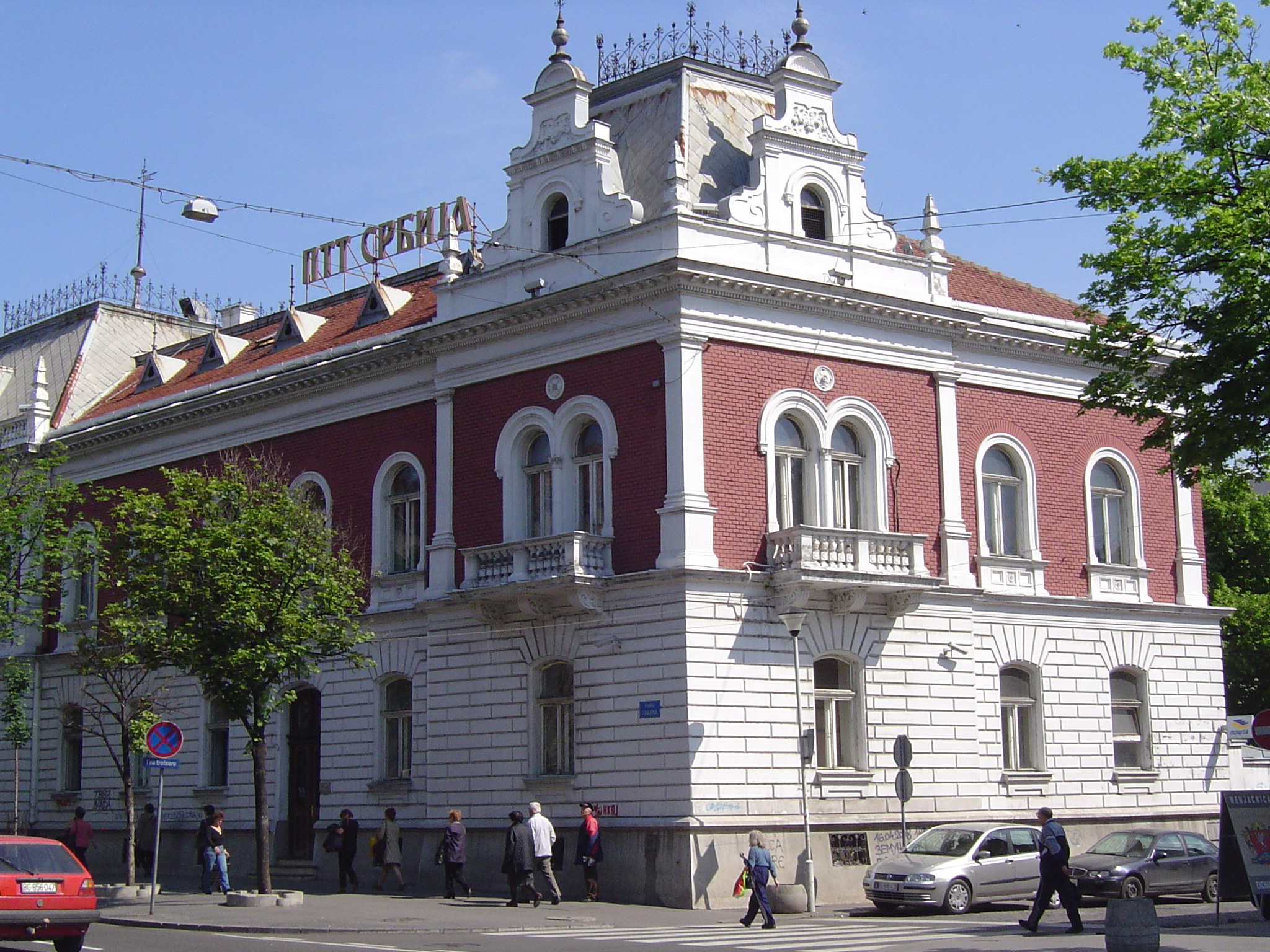
Posta
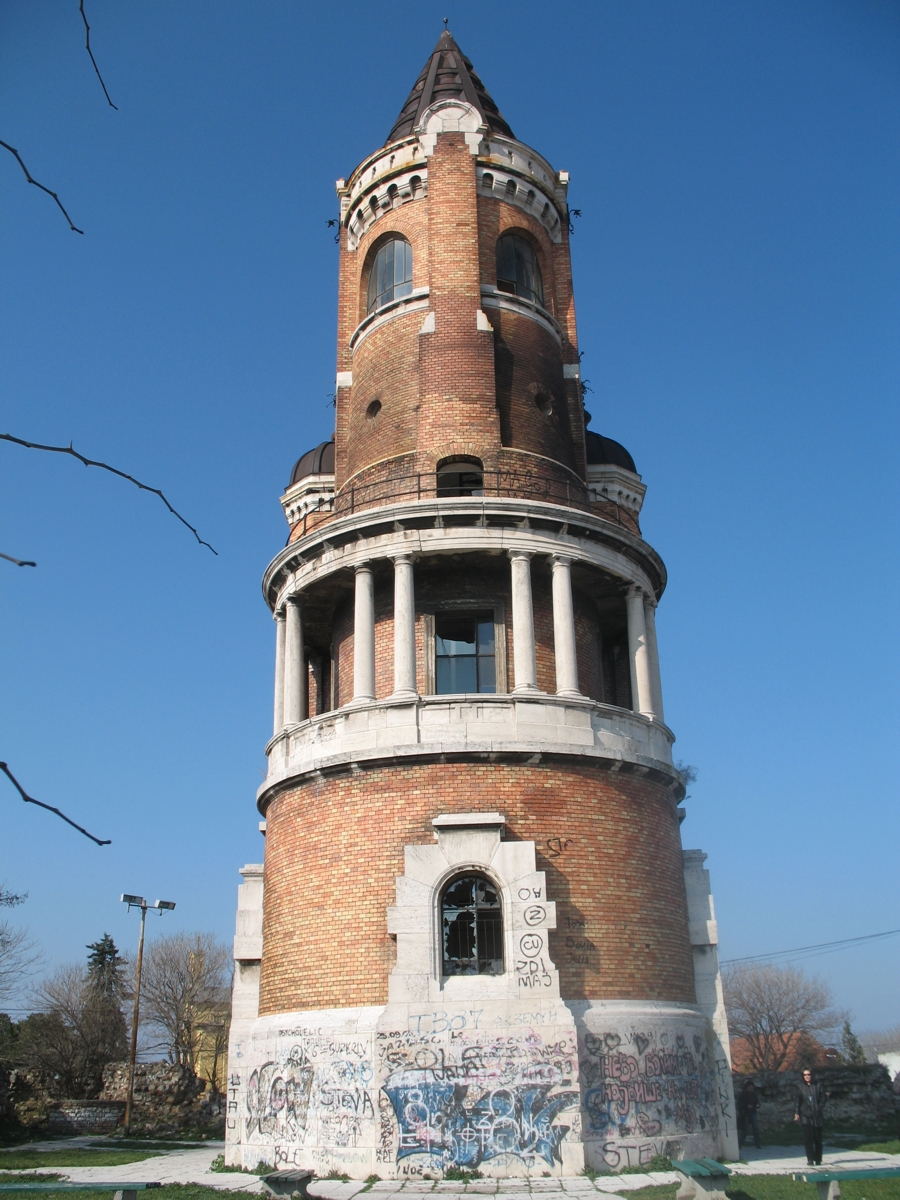
Gárdos torony
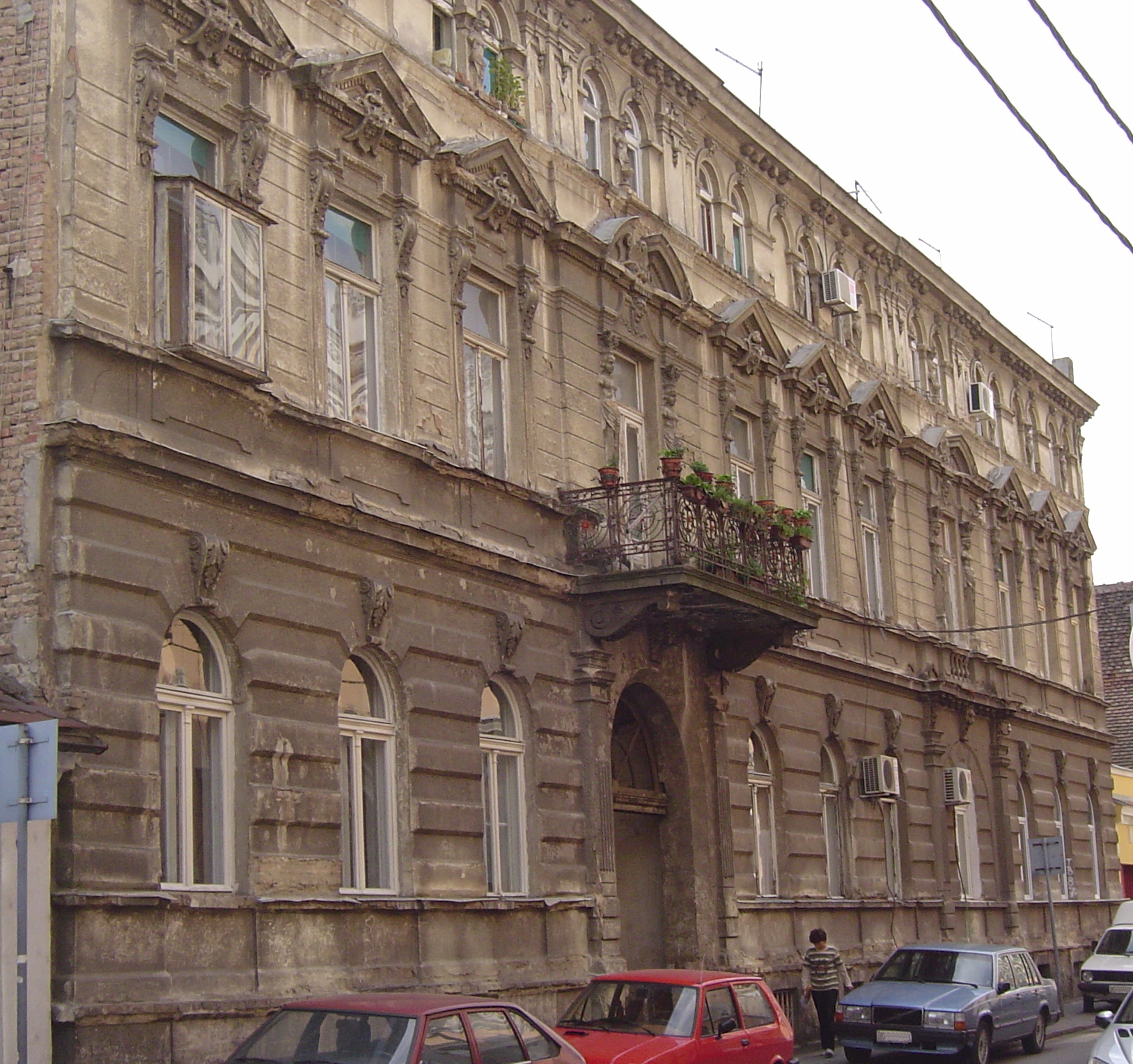
19. században épült ház (építész: Jencs Ferenc)
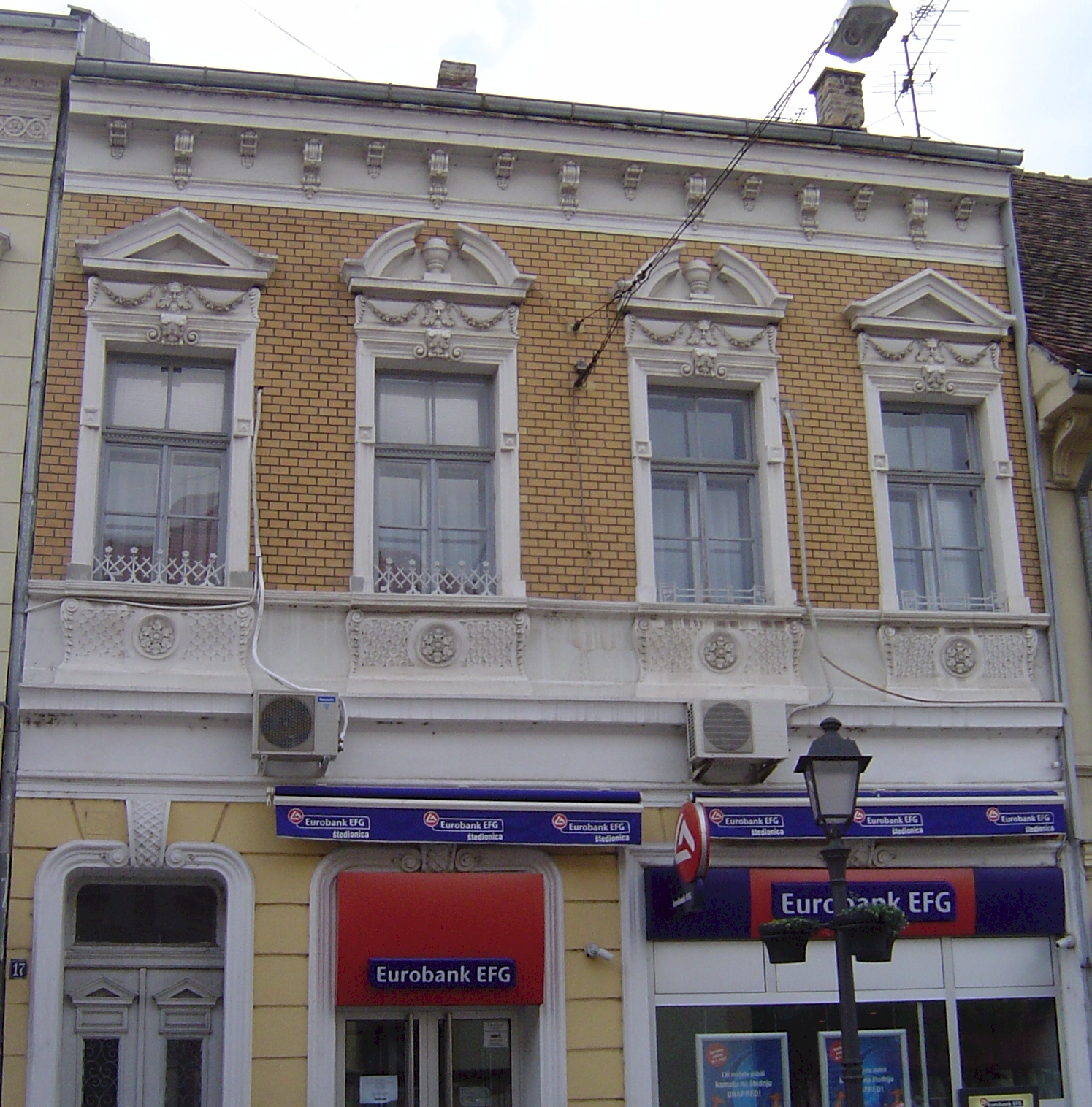
19. században épült ház (építész: Jencs Ferenc)
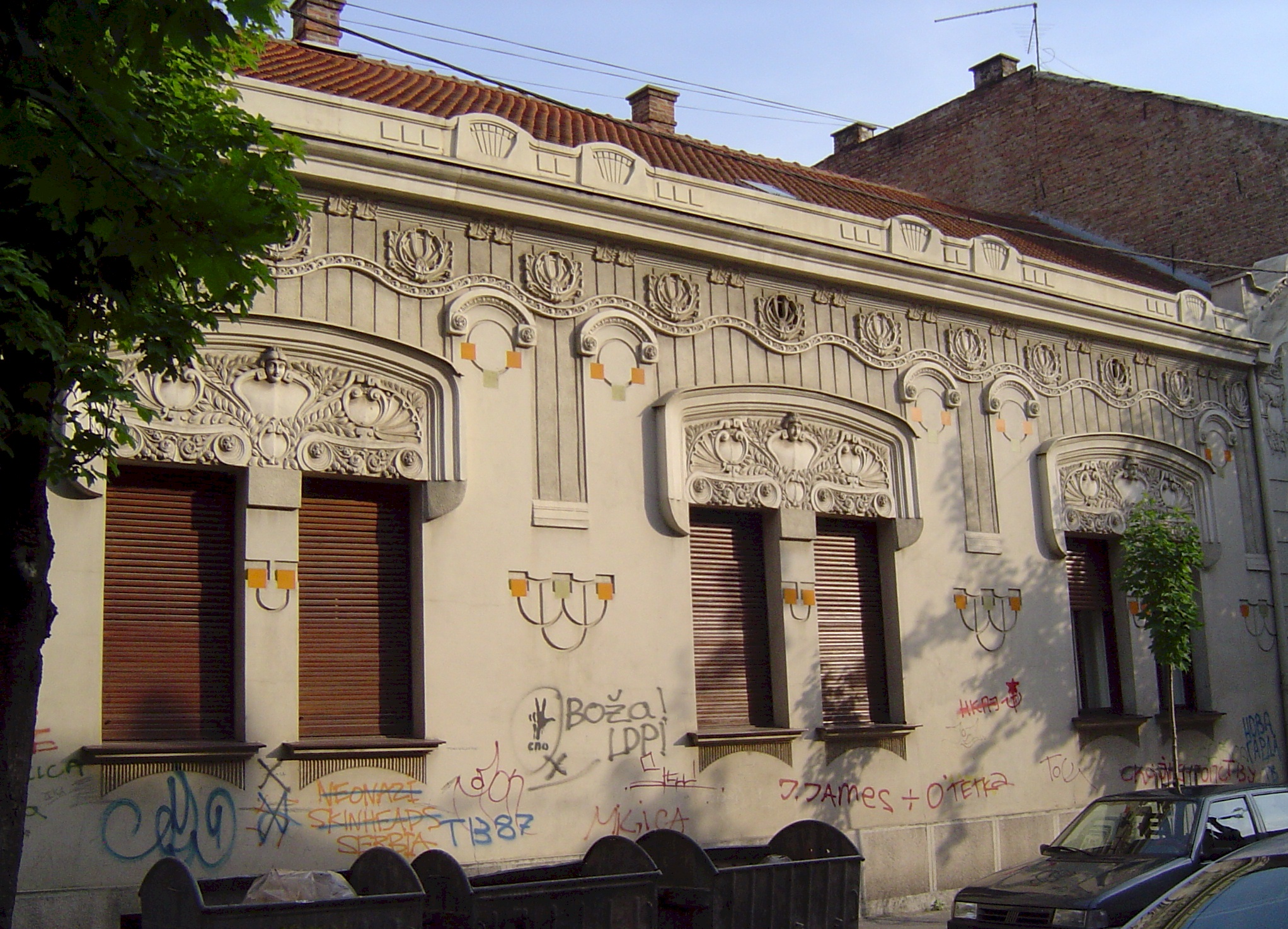
1906–11 között épült ház (építész: Jencs Ferenc)
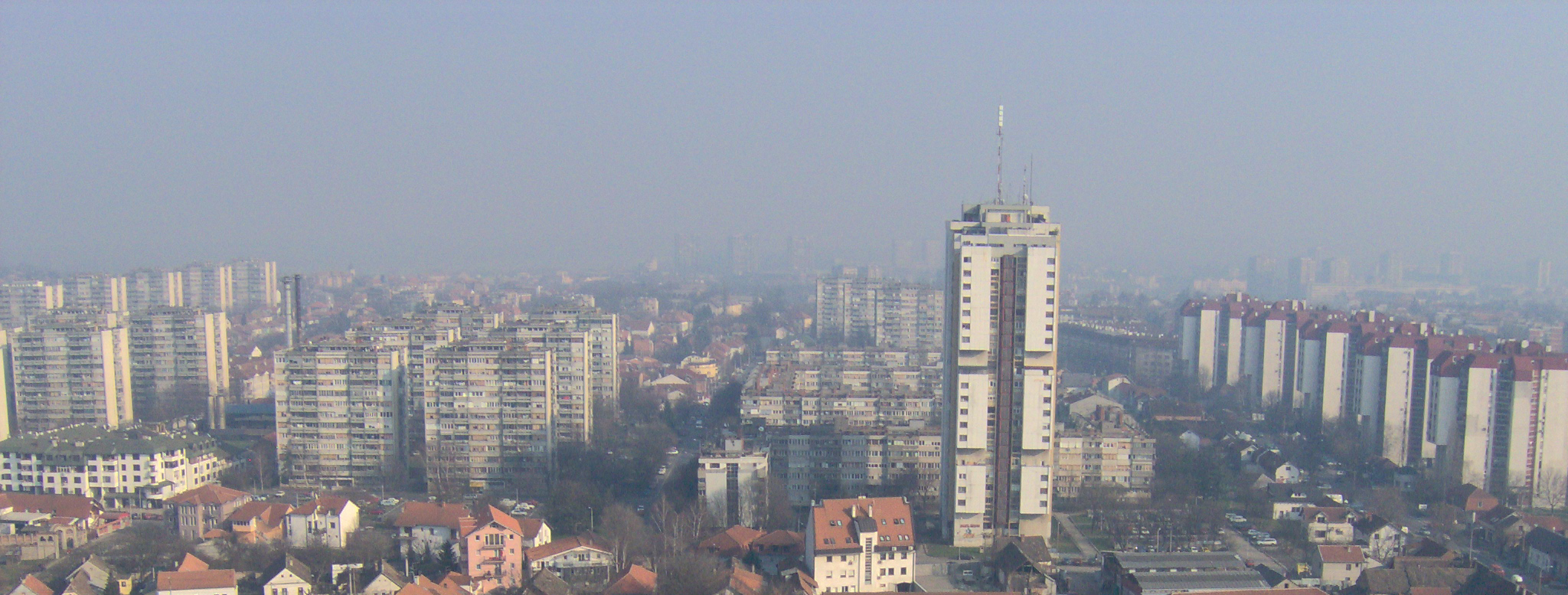
Lakótelep
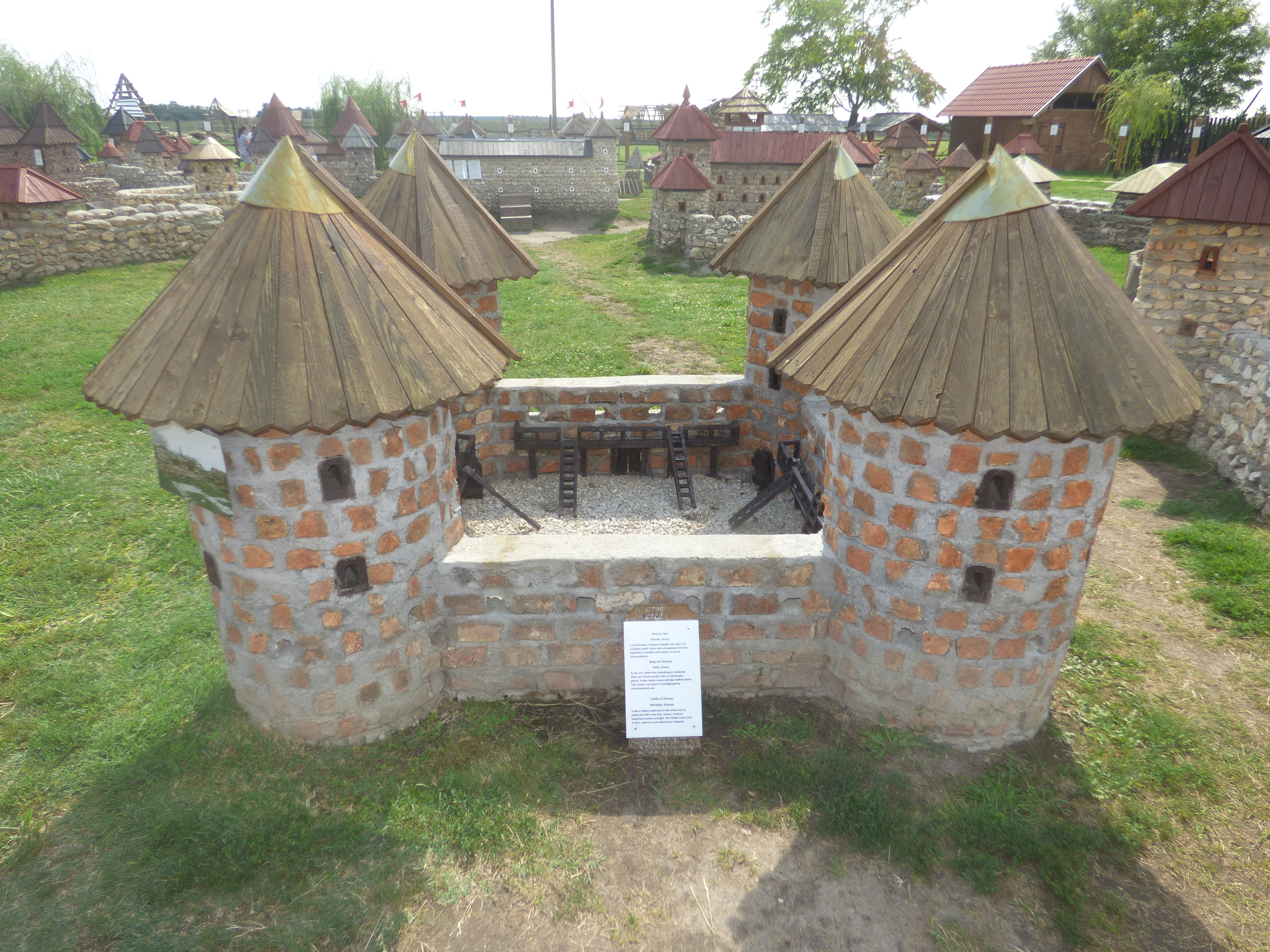
Várának makettje a dinnyési Várparkban